# Коронация короля Франции

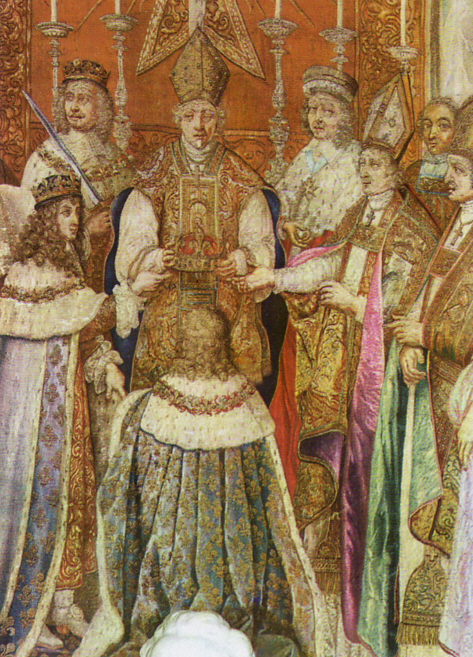
Коронование Людовика XIV в Реймсе в 1654 году

Первым королём, прошедшим церемонию коронации, на территории современной Франции стал майордом, а затем и король франков Пипин Короткий. Эта церемония коронации стала возможной, главным образом, благодаря альянсу Пипина с Христианской церковью и предназначалась для удостоверения правомерности его прав на престол. В первый раз Пипин Короткий был коронован в марте 752 года на собрании епископов Франкского государства, созванном в Суассоне. Достоверно известно, что церемонию коронации провёл архиепископ Майнца Бонифаций. Во второй раз Пипин Короткий был коронован 28 июля 754 года. Эту церемонию, уже в базилике Сен-Дени, провёл папа римский Стефан II, в ходе которой был свершён обряд помазания над Пипином и его двумя сыновьями, а также над его супругой Бертрадой Лаонской.
Первым французским монархом, коронование и помазание которого состоялось в Реймсском соборе, стал Людовик I Благочестивый. Церемония прошла в Реймсе 5 октября 816 года.
Последней коронацией короля Франции стала церемония коронации Карла X. Эта церемония была проведена 29 мая 1825 года в Реймсском соборе, под сводами которого на протяжении более 1000 лет короновались 33 французских монарха.
Если монарх ко времени коронации уже состоял в браке, то королеву короновали в Реймсе по упрощенному протоколу после церемонии супруга. В том случае, когда было нужно короновать королеву после бракосочетания уже коронованного монарха, не было необходимости устраивать церемонию в Реймсе, поскольку помазание королевы выполнялось обычным миром без примешивания в него елея из Святой Стеклянницы. Такое коронование королевы часто проходило в часовне Сент-Шапель или в аббатстве Сен-Дени.
Протокол коронационных церемоний в странах Европы вплоть до XII—XIII веков имел много общего с ритуалом римской коронации и только в XIV веке церемония коронации короля Франции получила отличительные французские особенности. При этом от римских текстов и обрядов не отказались полностью, а объединили их с ранними французскими текстами и обрядами. В итоге, четвёртая и последняя редакция церемонии коронации была почти в два раза длиннее предыдущей редакции.
Основываясь на текстах королевских чинов Ordines ad consecrandum et coronandum regem, рукописных записях, составленных в Реймсе в последние годы правления Людовика IX Святого, имеется возможность получить точное представление о литургической службе церемонии коронации.

## Действующие лица церемонии коронации

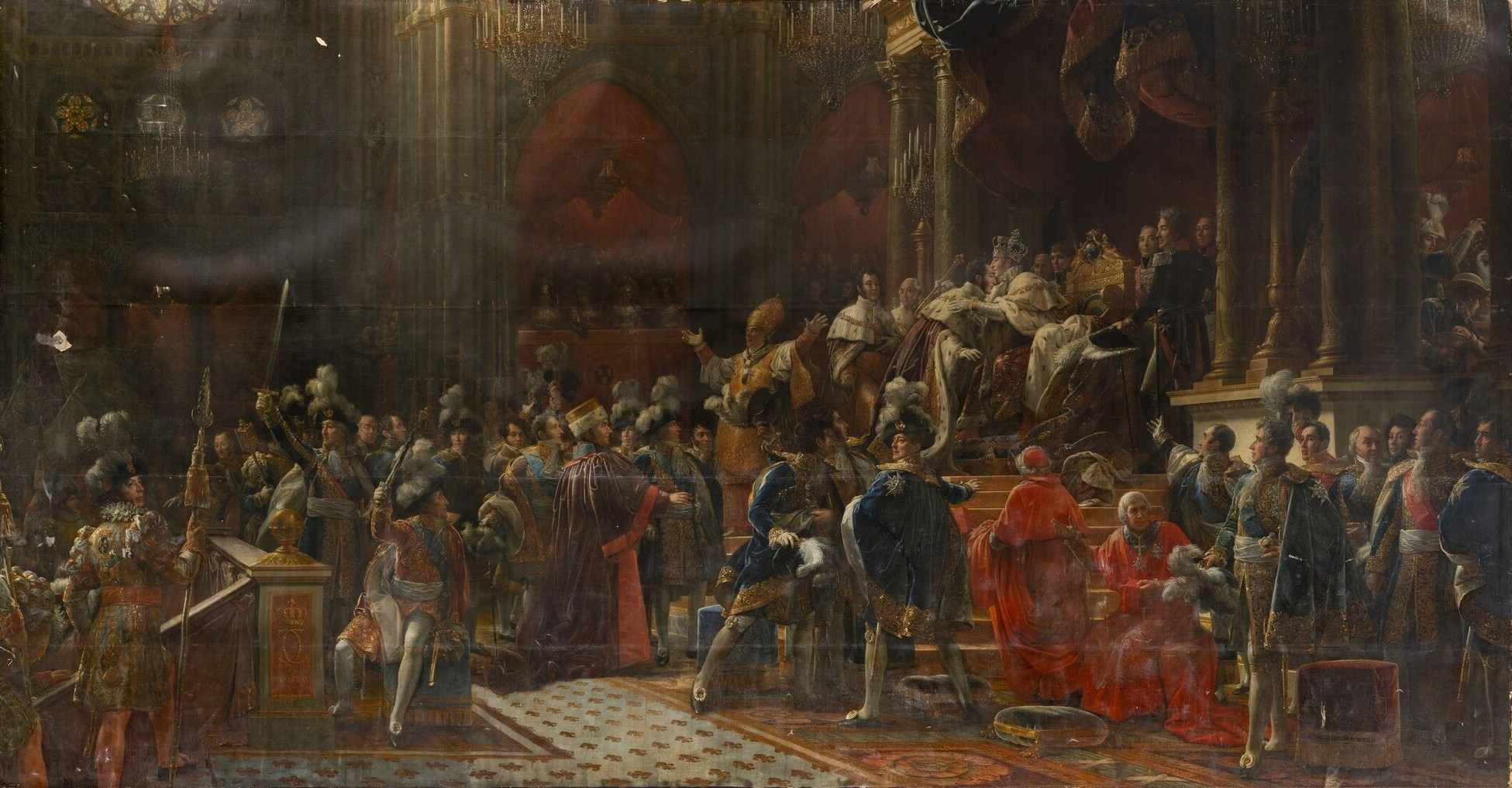
Коронация Карла X 28 мая 1825 года. Работа Франсуа Жерара.

Церемонию коронования проводил Архиепископ Реймса, которому прислуживали четыре епископа подчиненных Реймсу диоцезов, епископ Лангра, а также каноники капитула Реймсского кафедрального собора.
Протокольный порядок шести епископов был следующим:
1. Архиепископ Реймса коронует и выполняет обряд помазания короля.
2. Епископ Лана несёт Святую Стеклянницу со священным елеем.
3. Епископ Лангра несёт скипетр.
4. Епископ Бове демонстрирует и подносит табар или королевскую мантию.
5. Епископ Шалона несёт королевское кольцо.
6. Епископ Нуайона несёт королевскую перевязь.

После них по протоколу присоединялись настоятель аббатства Святого Ремигия, хранитель Святой Стеклянницы и настоятель аббатства Сен-Дени, хранитель прочих регалий королевской власти.
Присутствие на церемонии пэров было впервые документально зафиксировано в 1203 году (первое приглашение для участия) и далее в 1226 году. Тем не менее, их систематическое участие в церемониях коронации впервые было отражено в протоколе коронации Филиппа V Длинного, которая прошла 9 января 1317 года. В протоколе говорилось о шести церковных пэрах (вышеупомянутые епископы) и о шести светских пэрах (в ту эпоху — шесть самых крупных прямых вассалов короны Франции, а в новое время — принцы крови или знатные вельможи).
Протокольный порядок шести светских пэров был следующим:
1. Герцог Бургундии подносит королевскую корону и подпоясывает короля шпагой.
2. Герцог Нормандии подносит первое геральдическое знамя
3. Герцог Аквитании (или Гиени, согласно текстам королевских чинов) подносит второе геральдическое знамя
4. Граф Тулузы подносит шпоры
5. Граф Фландрии подносит королевский меч Жуаёз (легендарный меч Карла Великого)
6. Граф Шампани подносит боевой штандарт.

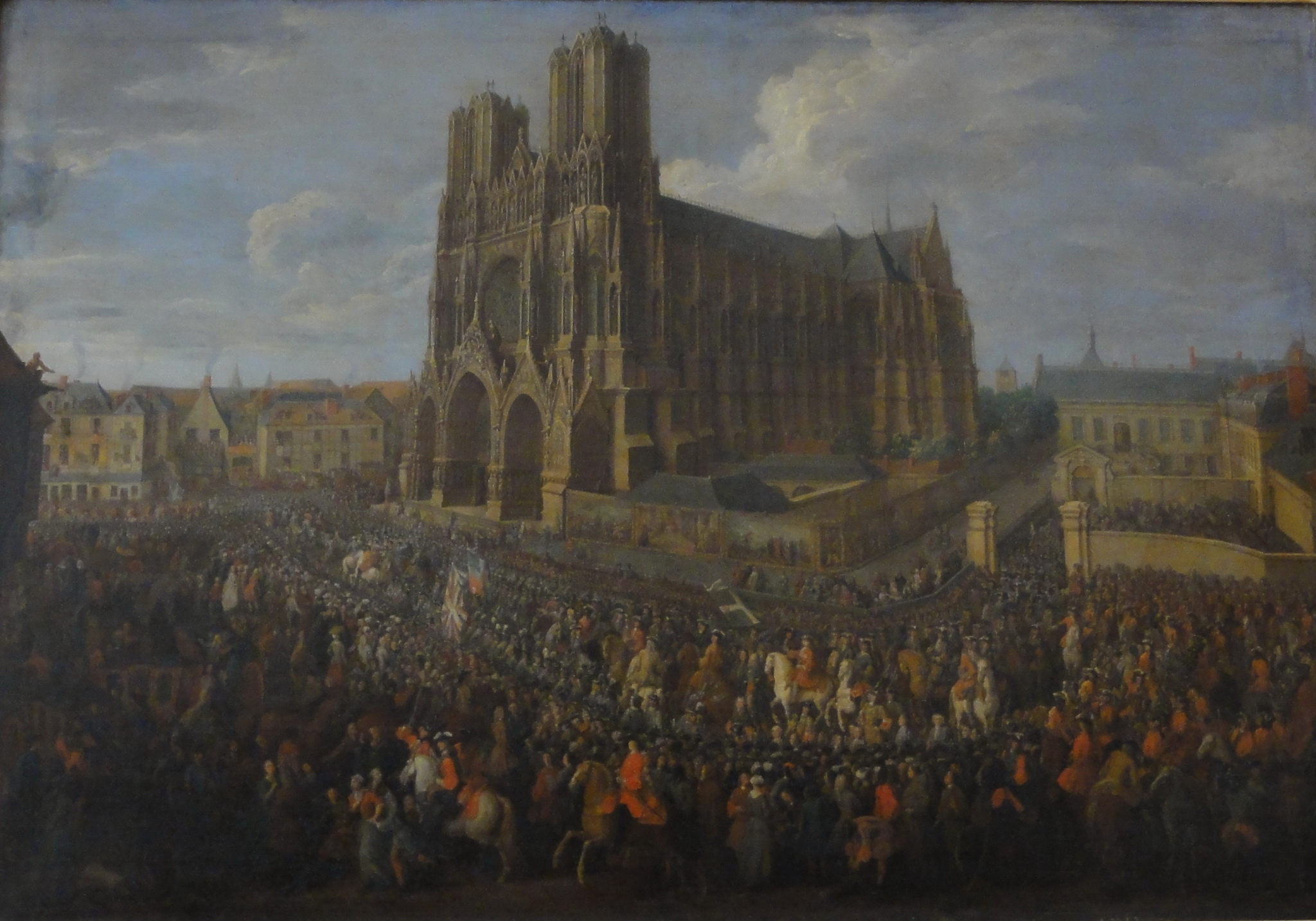
Процессия Людовика XV после коронации в Реймсе 26 октября 1722 года

И, наконец, на церемонии присутствовали высшие военачальники и публика.
В том случае, когда в церемонии коронации не мог принять участие кто-либо из светских пэров (к примеру, его пэрство было ликвидировано по причине вымирания рода и передачи данных феодальных владений обратно королевской короне, либо когда королевский феод попадал во владение иностранного правителя, как это случилось с графством Фландрия в XVI веке), позиция, принадлежавшая недостающему пэру, замещалась самой важной по протоколу персоной в королевстве после короля на данный момент; таким образом, в ходе церемонии коронации эти персоны «выполняли роль…» (фр. tient lieu de) герцога Аквитании или графа Шампани. К тому же, в примечательном произведении Ducs et pairs et duchés-pairies laïques à l'époque moderne (1519—1790) Кристоф Леванталь приводит имена различных «лейтенантов» (фр. lieutenant) светских пэров; к примеру, условным «графом Фландрии» в церемонии коронации Людовика XV 25 октября 1722 года был принц крови Луи де Бурбон, граф де Клермон. Другим примером является церемония коронации Франциска II 21 сентября 1559 года, когда условным «герцогом Бургундии» был Антуан де Бурбон, король Наварры.

## Торжественная литургия на церемонии коронации
Церемония коронации короля Франции проходила, как правило, в Реймсе в воскресный день или в день большого литургического праздника Христианской церкви. Но формально церемония начиналась в Реймсе днём раньше с вечерней молитвы, в ходе которой король должен был подготовиться к своему будущему служению и ещё больше осознать свой долг правителя государства.
Остаток ночи перед коронацией король проводил во Дворце То, который в другое время служил резиденцией Реймсского архиепископа. На рассвете, духовенство и официальные лица, участвующие в церемонии коронации, направлялись в спальню, которую король занимал во Дворце То, чтобы разбудить его. Согласно протоколу церемонии два епископа в буквальном смысле поднимали короля на ноги, взяв его за подмышки. Символизм этого действа объясняется тем, что авторитетные правоведы той эпохи рассматривали непрерывную череду монархов, как людей, воплощением «духовного тела» Короля, которое «не умирает никогда» и «плотское тело» очередного преемника должно было незамедлительно занять место своего предшественника, как будто «лежащая фигура надгробия» поднимается на ноги. Затем официальные лица прислуживали в процессе облачения короля к церемонии коронации, а король избирал представителей знати, которым надлежало выполнять функцию «заложников» Святой Стеклянницы, а представители духовенства, в свою очередь, приносили клятву вернуть Святую Стеклянницу обратно в аббатство Святого Ремигия по завершении церемонии коронации.
Король вступал под своды кафедрального Реймсского собора после пропевания псалмов Первого молитвенного часа (примерно в 6 часов утра). После входа короля в собор читалась молитва и, в XVII—XVIII веках, распевали псалом Veni creator Spiritus. Когда король входил в хоры собора читалась молитва и пропевались псалмы Третьего молитвенного часа, поскольку к собору подходила процессия монахов аббатства Святого Ремигия, возглавляемая его настоятелем, нёсшим ковчежец со Святой Стеклянницей, прикованный цепью к шее настоятеля, а четыре монаха, облачённые в альбы, несли шелковый балдахин над головой своего настоятеля. После прибытия процессии к вратам кафедрального собора архиепископ Реймса, а также другие архиепископы и епископы давали торжественную клятву вернуть Святую Стеклянницу после обряда коронования. Затем настоятель с монахами входили в собор и шествовали к алтарю. Каждый присутствующий в соборе почтительно кланялся проходящей мимо него процессии.
Некие исключительные обстоятельства той или иной эпохи служили причиной назначения коронации на иной день недели или в ином, чем Реймс, месте. Так, Генрих IV не смог короноваться в Реймсском соборе, поскольку Реймс тогда находился в руках членов католической лиги, боровшейся с гугенотами. Поэтому церемония коронования была устроена в городе Шартре и проведена епископом Шартра Николя де Ту (фр. Nicolas de Thou). Поскольку в этом случае в обряде помазания Генриха IV не было возможности использовать елей из Святой Стеклянницы подобно традиции, заложенной реймсским епископом Ремигием, Николя де Ту воспользовался елеем, хранившимся в аббатстве Мармутье, и которому приписывали чудесное исцеление Святого Мартина Турского.

### Торжественная клятва короля

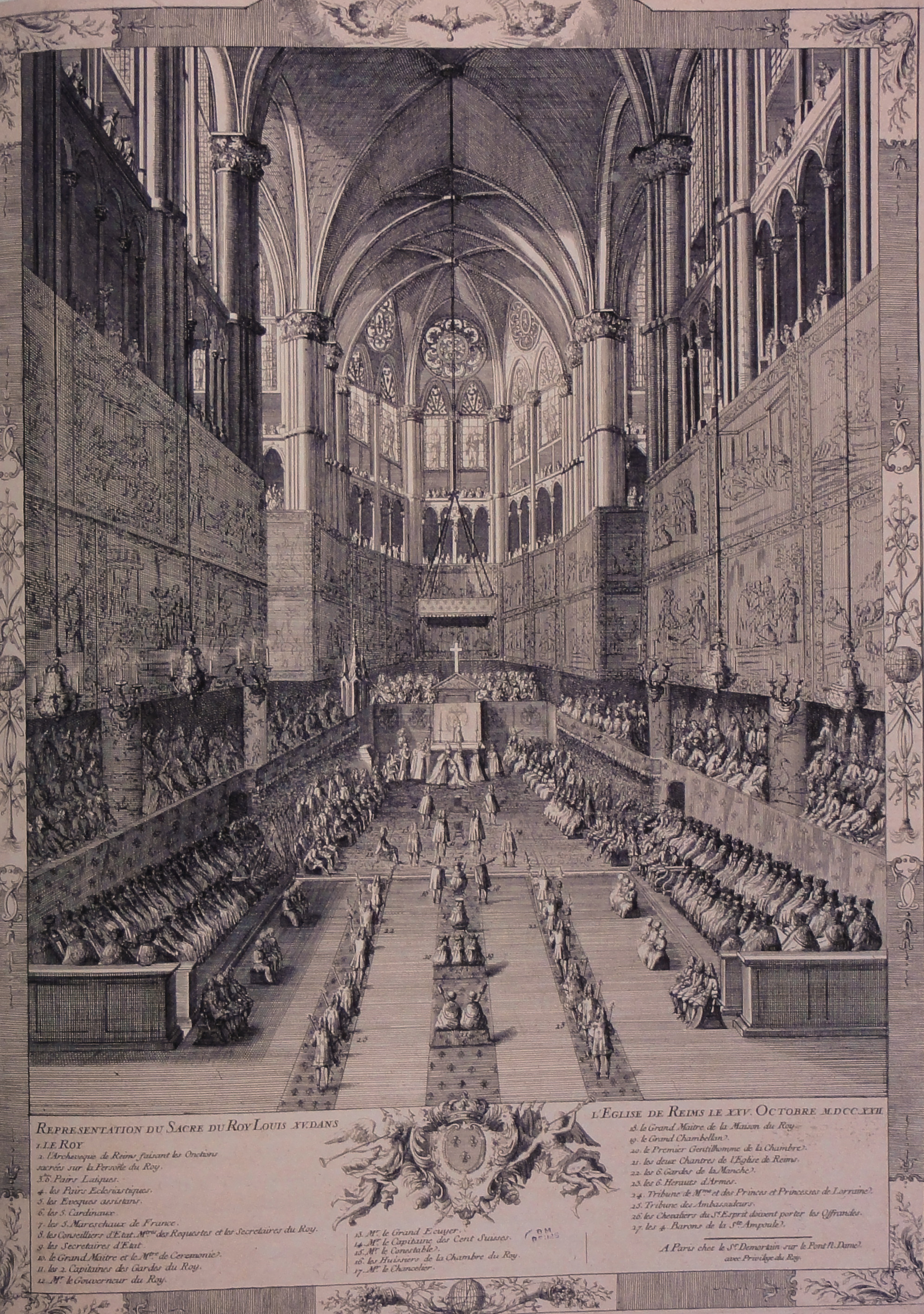
Коронация Людовика XV в Реймсе (1722 год). Цифрами обозначены участники церемонии. Амвон собора не показан.

Некоторые из королей давали торжественную клятву на Реймсском Евангелии.
Содержание клятвы, которую произносил король Франции, весьма расплывчато; по существу, он обещал защищать Церковь и её ценности. Помимо этого, король обещал обеспечивать общественное спокойствие для Церкви и для христиан, а начиная с XII Вселенского собора (1215 год), король также обещал бороться с еретиками. Под общественным спокойствием понимается обязательство короля поддерживать социальный строй, угодный Богу, а также обеспечивать правосудие.
Такую клятву короли давали в первое время, когда пределы королевской власти во Франции были ограничены. Таким образом короля «связывали обязательством» уважать правосудие самому и заставлять уважать его других (подобно Людовику IX Святому). Позже, это обязательство эволюционирует в приумножение сакральности короля: король непременно всегда справедлив и, следовательно, его решения не могли быть пристрастными и несправедливыми.
В ходе коронационных церемоний, проводимых уже в новое время, королевская клятва содержала следующие элементы:
- Церковная клятва, в которой французскому духовенству обещалось сохранение и защита их канонических привилегий.
- Светская клятва, что касается королевства:
  - Беречь и поддерживать мир и общественное спокойствие.
  - Препятствовать несправедливости.
  - Надзирать за правосудностью и свершать акты милосердия.
  - Бороться против (точнее, изгонять) еретиков.

Генрих IV, в ходе своей коронации в 1594 году, добавил третью часть клятвы, в которой обязался сохранить и поддерживать рыцарские ордена, образованные его предшественниками (а именно, Орден Святого Михаила и Орден Святого Духа). Людовик XV добавил в свою клятву Орден Святого Людовика, а Людовик XVI поклялся надзирать за исполнением эдиктов, запрещающих дуэли.
После завершения торжественной клятвы архиепископ спрашивал присутствующих, одобряют ли они коронуемого наследника. В этом формальном вопросе явно усматриваются остатки прежней франкской традиции выборности короля.

### Королевские рыцарские доспехи
Королевские рыцарские доспехи, в большей или меньшей части, находились во владении Церкви. Настоятель аббатства Сен-Дени доставлял на церемонию коронации регалии рыцарского достоинства, которые должны вручаться королю по протоколу церемонии. После принесения королём торжественной клятвы главный казначей королевства (а впоследствии — обер-камергер Франции) вручал башмаки, герцог Бургундии (а впоследствии — «лейтенант» из числа самых влиятельных дворян королевства) вручал золотые шпоры, а Реймсский архиепископ вручал меч, во время церемонии находившийся у Сенешаля Франции.
С конца XIII века на церемонии коронации использовали Жуаёз, легендарный меч Карла Великого.

### Помазание елеем из Святой Стеклянницы

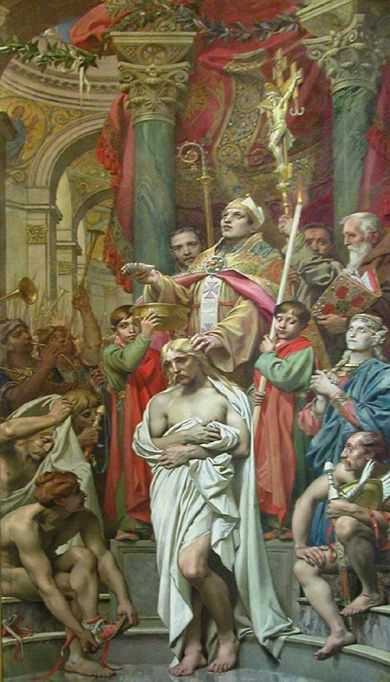
Сцена крещения Хлодвига, изображённая в парижском Пантеоне

Хранившаяся в Реймсе Святая Стеклянница содержала чудесный елей (масло), который по легенде якобы был принесён в клюве голубем, спустившимся с неба в день крещения Хлодвига епископом Ремигием в 496 году. Этот елей чудесным образом восполнился после его первого использования 9 сентября 869 года, когда в Мецском соборе архиепископ Гинкмар короновал Карла II Лысого королём Лотарингии.
Именно настоятель аббатства Святого Ремигия в Реймсе был обязан заботиться о сохранности стеклянницы, поскольку она считалась великой реликвией. Помазание миром с добавлением этого чудесного елея, свершённое в ходе церемонии коронации, придавало королю Франции сакральность, сообщая ему дары Святого Духа.
Привилегией держать Святую Стеклянницу в своих руках в ходе церемонии обладал только епископ Лана, который являлся герцогом и пэром французского королевства. В обряде помазания короля использовали миро с подмешанным в него елеем из Святой Стеклянницы.
После вручения королю рыцарских доспехов, тот снимал с себя часть одежды, что символизировало его готовность сменить своё общественное положение. Затем монарх распускал особую серебряную шнуровку на своей шелковой блузе, чтобы освободить от одежды грудь, предплечия и руки до локтей. В это время в соборе звучали молитвы за здоровье тела короля, после которых пропевали литании, которые он слушал преклонив колени перед алтарём. Такой обряд обычно свершали при рукоположении дьяконов, священников и епископов. Пока пропевались особые антифоны, на алтарь помещался дискос с миром, настоятель аббатства Святого Ремигия передавал Святую Стеклянницу архиепископу Реймса, который при помощи небольшого золотого стилуса извлекал малую частицу содержимого Святой Стеклянницы и аккуратно смешивал этот елей с миром в дискосе.
Теперь король вставал на колени перед сидящим архиепископом Реймса, который большим пальцем руки смазывал миром тело короля в семи местах — макушку головы, грудь в точке, равноудалённой от обоих плеч, правое плечо, левое плечо, локоть правой руки, локоть левой руки; затем, после того как король оденется, смазывали ладони рук. Вследствие обряда помазания король становился королём «милостью божией» или избранником Бога на земле.
Обряд помазания означал, что новый монарх Франции становится новым «Хлодвигом», поскольку король не только вернулся на место основополагающего крещения последнего, но и был помазан частицей того же самого священного елея, которым крестили Хлодвига.

### Передача королевских регалий
После помазания короля облачали в тунику, далматику и королевскую мантию, украшенную геральдическими лилиями. Такое облачение в три вида одеяний символизировало три степени священства — субдиакон, диакон и священник — и вплоть до последнего Вселенского собора строго соблюдалось в одеянии епископов.
Знаки королевской власти, или регалии, доставлялись на церемонию настоятелем аббатства Сен-Дени. В числе королевских регалий были:
- Туника красновато-жёлтого оттенка, украшенная геральдическими лилиями, что имеет священнический символ, проводя параллели с первосвященником по Ветхому Завету.
- Далматика, по сути бывшая верхней расшитой ризой священника.
- Кольцо, знак королевского достоинства, а также по образу епископа, символ католической веры, подчёркивавший союз между королём и Церковью, а также между королём и его народом.

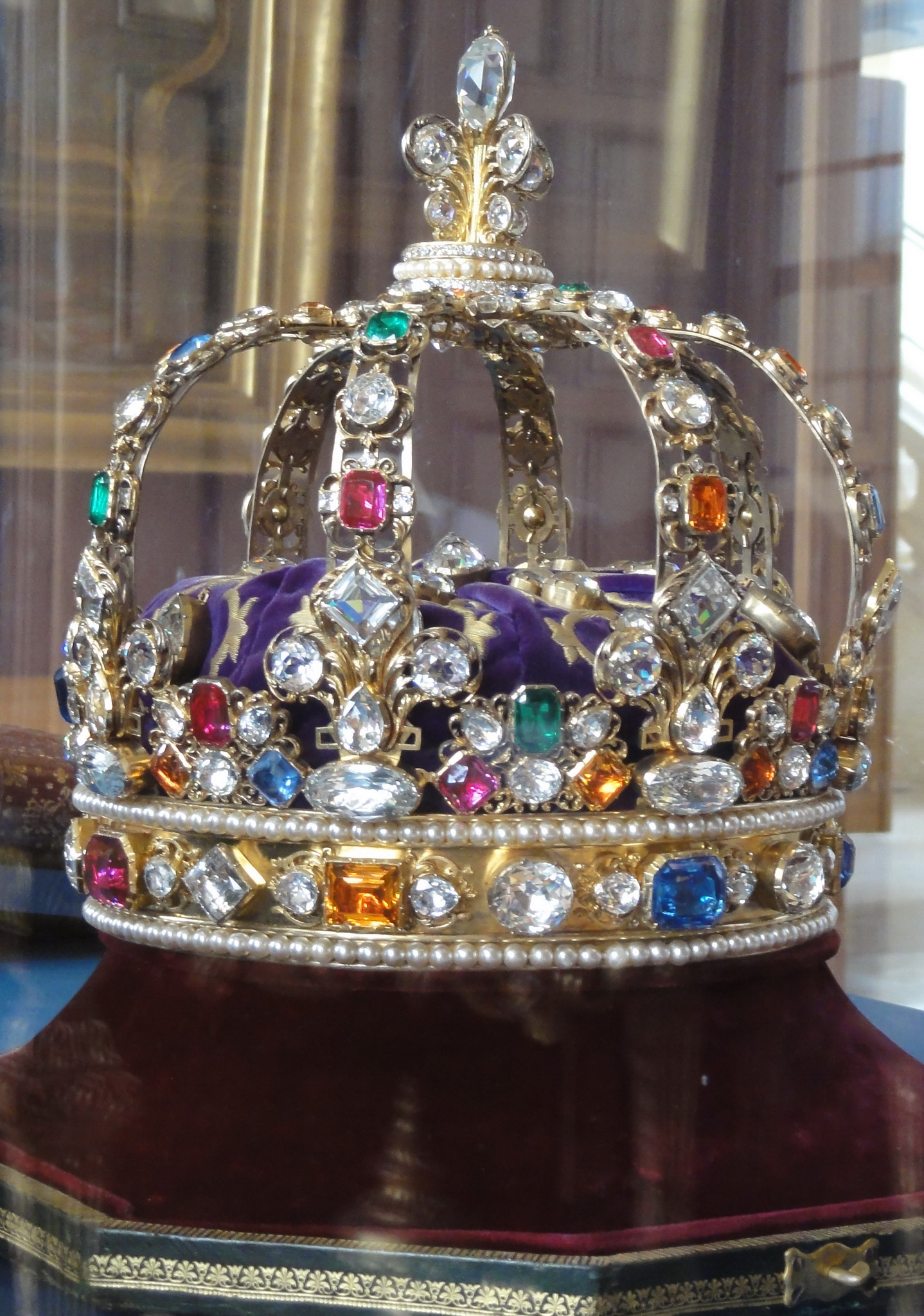
Реплика короны Людовика XV

- Скипетр, увенчанный геральдической лилией, являвшийся символом управления королевством.
- Жезл правосудия, который появился в те времена, когда королевское правосудие ещё вменялось в обязанность.
- Золотая корона, представлявшая собой золотой обод, над которым возвышались четыре опоры, поддерживавшие геральдическую лилию над бархатной шапкой, украшенной жемчугом (закрытая корона). На церемонии коронации епископ располагал эту корону над головой короля, и в этом положении её поддерживали все пэры королевства или их представители, чем символизировался факт передачи полной власти.
- Шпоры, которые символизировали военные обязанности.
- Меч, символизировавший защиту Церкви и королевства.

После этого коронованный французский король всходил на высокий помост, возвышающийся над амвоном собора, где был установлен трон, куда короля усаживал архиепископ (в этом месте в наши дни в соборе находится малый орган). Затем каждый из пэров приносил оммаж королю, целуя его и произнося: «Да здравствует король навеки». Затем при звуке фанфар начинались приветственные возгласы и овация. После этого открывали двери собора, впускали публику, которая могла лицезреть монарха во всём его величии, и пели христианский гимн Te Deum. Затем в воздух выпускали птиц и бросали монеты и медальоны.
После вручения королевских регалий и возведения монарха на трон церемония не заканчивалась. Король участвовал в литургическом богослужении, расположившись на королевском троне. В ходе этой литургии король покидал свой трон только чтобы участвовать в обряде приношения пожертвований, в котором монарх приносил на алтарь хлеб, вино, а также 13 золотых бизантиев, как символ его слияния с народом Франции (на свадьбах того времени существовал обычай по которому супруг в день свадьбы давал супруге 13 монет). После этого король получал причастие, как священник, под двумя видами Святых Даров.
По окончании литургии, завершалась часть церемонии коронации, проходящая под сводом Реймсского собора в течение примерно пяти часов.
Далее по протоколу король участвовал в торжественном пиршестве, которые, как и саму церемонию коронации, оплачивал город Реймс.
В действительности, пиршество после коронации являлось продолжением таинства евхаристии, поскольку этот обед был ритуальным приёмом пищи, в котором король символически занимал место Иисуса Христа, окружённого двенадцатью пэрами. Литургический характер коронационной трапезы подчёркивался отсутствием женщин за столом и облачением участников обеда, которые вкушали пищу в том же самом церемониальном облачении, в котором они участвовали в церемониальных обрядах и в богослужении в Реймсском соборе. Король был в королевской мантии и короне, а епископы — в литургическом облачении и митрах. Большие вассалы короны, присутствовавшие на церемонии в соборе, за обедом стремились стать в полном смысле компаньонами коронованного короля.
Церемония коронации короля Франции завершалась возвращением короля в Париж. Это возвращение считалось первым официальным визитом в город — Joyeuse entrée. Король торжественно въезжал в город через врата у аббатства Сен-Дени.

### Богослужение на церемонии коронации
Месса для коронации Людовика XVI в 1775 году была составлена капельмейстером Франсуа Жиру. Эта месса, полная танцев и развлечений, завершалась ярким исполнением гимна Domine, salvum fac regem. Эта коронационная месса длилась менее 16 минут.

## Значение церемонии коронации
Церемония коронации относится к разряду священнодейственных обрядов сакраменталий, но не к таинствам, несмотря на то что этот обряд возвышает короля над остальным светским обществом. Король становится священной особой. После коронования он более не считается светской особой, а «он приближается к священническому обществу», другими словами становится почти священником. Таким образом, подобно духовенству, король имел право причащаться под двумя видами Святых Даров (пресуществлённые хлеб и вино).
Король после обряда коронования вместе с Божьей милостью наделялся даром чудотворения, а именно, считалось, что после причащения на могиле Святого Маркуля он мог исцелять золотуху (туберкулёзный недуг, вызванный скрофулёзом, болезнью шейных лимфатических узлов). В дни больших литургических праздников король мог прикоснуться к страдающему, произнося слова «Король тебя коснется, Господь тебя исцеляет»; («… вылечит», начиная с Людовика XV). Король Франции Людовик XV, короновавшийся 25 октября 1722 года, прекратил обычай касаться золотушных больных в 1744 году, но Людовик XVI возобновил этот обычай после своей коронации в 1775 году.
Этот сакральный статус придаёт королю неприкосновенность. Любое покушение на особу короля Франции каралось с особой жестокостью. Преступник, обвинённый в покушении на жизнь короля, подвергался пыткам и казни, даже в тех случаях, когда король был лишь слегка ранен. К примеру, после своего неудавшегося покушения на короля Людовика XV Дамьен был подвергнут жесточайшим пыткам, после которых его четвертовали и затем облили расплавленным свинцом. При этом, нанесённый им удар ножом не причинил королю даже серьёзной раны из-за большой толщины одежды последнего.
Церемония коронации породила интересную юридическую проблему: становится ли наследник королём только после коронации? Согласно мнениям королевских юристов, после смерти короля Людовика IX Святого, коронация утратила свою учредительную значимость. После смерти короля, армия признала преемником его сына Филиппа III Смелого, даже несмотря на то, что церемония коронации состоялась годом позже, в 1271 году. В средневековом общественном мнении, королём считается тот, кто прошёл церемонию коронования.
Уже в новое время было развито богословское учение «королевской крови» — сразу после смерти короля его наследник становится королём. В данном случае в государственном праве был использован принцип гражданского права «мёртвый хватает живого». Позже этот принцип превратился в известную фразу — «Король умер, да здравствует король!».

## Монархи Франции, короновавшиеся не в Реймсе
Начиная с 987 года все короли Франции короновались в Реймсе, за исключением Гуго Капета, Роберта II, Людовика VI, Генриха IV и Людовика XVIII.
Гуго Капет был коронован королём Франции 3 июля 987 года в кафедральном соборе города Нуайон. Это восшествие на престол означало прекращение династии Каролингов.
Роберт II (король Франции), сын Гуго Капета, был коронован архиепископом Реймса Адальбероном 25 декабря 987 года в Орлеане.
Церемония коронации Людовика VI прошла 3 августа 1108 года в орлеанском соборе Сен-Круа. Он принял «пресвятое помазание» от руки Даимберта, архиепископа Санского. Он опасался, что его сводный брат Филипп не даст ему проехать в Реймс.
27 февраля 1594 года в кафедральном соборе города Шартр король Наварры Генрих был коронован королём Франции под именем Генриха IV. Вопреки уже сложившейся традиции новый правитель не смог короноваться в Реймсе, поскольку город находился в руках его противников, семьи де Гиз и сторонников Католической лиги. Четыре года спустя во Франции завершатся кровавые религиозные войны между протестантами и католиками.
Людовик XVIII никогда не проходил обряд коронации.
Правивший в 1830—1848 году Луи-Филипп I титуловался «король французов», а не «король Франции», и пошёл также на ряд других символических разрывов с дореволюционными традициями, восстанавливавшимися при Реставрации. Идеологически режим Июльской монархии опирался не на сакральную власть государя, а на волю народа и Конституцию. Поэтому формальный обряд коронации над Луи-Филиппом не был исполнен.
16 декабря 1431 года король Англии Генрих VI в возрасте 10 лет был коронован королём Франции в Париже в соборе Нотр-Дам английским прелатом кардиналом Генрихом Бофором. Тем не менее, в соответствии с салическим законом он был лишён этого титула в 1453 году, в связи с тем, что его мать Екатерина Валуа не могла передать ему корону, поскольку не обладала правом наследования.
Коронация Наполеона Бонапарта императором французов в 1804 году также проходила не в Реймсе, а в Париже в Соборе Парижской Богоматери.
Его сын Наполеон II обряд коронации не проходил.